# 1977년
1977년은 토요일로 시작하는 평년이다.

## 사건
- 3월 27일 - 테네리페 공항 참사 : 카나리아 제도의 테네리페섬에서 두 대의 보잉 747 여객기가 충돌해 543명이 사망하는 사상 최악의 항공 사고가 일어나다.
- 8월 20일
  - 미국의 우주선 보이저 2호, 목성과 토성을 경유하여 탐사하기 위해 발사되다.
  - 대한민국, 최초의 원자력 발전소 고리 1호기 송전시작.
- 7월 1일
  - 부가가치세가 신설되었다.
  - 대한민국, 의료보험제도가 최초로 시작하였다. 500인 이상 사업장에 우선 적용하였다.
- 8월 25일 - 대한민국, 금산 제2 위성통신 지구국 완공
- 9월 5일 - 미국에서 우주선 보이저 1호를 발사하다.
- 9월 6일 - 일본과 조선민주주의인민공화국, 민간어업협정 체결.
- 9월 6일 - 코리아게이트: 미국 법무부, 의회 로비 활동과 관련 박동선을 수뢰혐의로 기소
- 9월 7일 - 미국과 파나마, 신 파나마운하조약에 조인.
- 9월 14일 - 남대문시장 화재 발생.
- 9월 15일 - 고상돈, 한국인으론 처음으로 에베레스트 산 정복, 세계에서 여덟 번째 에베레스트 등정 국가가 됨
- 9월 20일 - 베트남, 지부티, 유엔 가입
- 9월 28일 - 일본 적군파, 156명 탑승한 JAL기 납치
- 10월 13일 - 서독 루프트한자 여객기, 자국 적군파 게릴라들이 납치하다(10월 18일에 소말리아 모가디슈 공항서 GSG-9을 주축으로 한 특공대에 의해 인질 86명 구출)
- 11월 11일 - 이리역 폭발 사고가 일어나다.
- 11월 16일 - 장성탄광 화재 발생.
- 11월 19일 - 안와르 사다트 이집트 대통령이 아랍 지도자로서는 처음으로 이스라엘을 방문하여 메나헴 베긴 총리와 면담하다.
- 12월 22일 - 대한민국이 수출 100억 달러를 돌파하였다.
- 11월 26일 - 오후 5시 26분 영국 ITN 뉴스 방송중 6분간 전파를 납치당한 애슈타 전파 납치 사건이 일어나다.

## 문화
- 영화 스타워즈 Episode IV 개봉.
- 제 1회 대한민국 연극제 개최
- 1월 - 미국 뉴욕의 제 4 세계 무역 센터가 완공되어 개장하였다.
- 5월 5일 - 재능교육이 창립되었다.
- 8월 4일 - 세계 최대 단일 비료공장인 남해화학 여수공장 준공.
- 9월 22일 - 대한민국 정부, 소비자보호기본법 제정.
- 10월 6일 - 대한민국 정부, `육림(育林)의 날’ 제정.
- 10월 18일 - KBS TV 전설의 고향 방송 개시.
- 10월 28일 - 섹스 피스톨즈의 〈Never Mind the Bollocks, Here's the Sex Pistols〉 발매.
- 8월 - 대한민국에서 주택법에 근거한 『주택 공급에 관한 규칙』에 따라 주택 청약제도가 시행되었다.

## 탄생

### 1월
- 1월 1일
  - 대한민국의 배우 박탐희.
  - 조선민주주의인민공화국의 사격 선수 김정수.
- 1월 2일
  - 대한민국의 PD 신경수.
  - 대한민국의 소설가, 작가 최민석.
- 1월 3일 - 일본의 가수 이이즈카 마유미.
- 1월 4일 - 대한민국의 변호사 허진영.
- 1월 5일 - 대한민국의 가수 김현정.
- 1월 6일 - 대한민국의 래퍼 데프콘.
- 1월 7일 - 핀란드의 작가 소피 옥사넨.
- 1월 8일 - 대한민국의 배우 이유진.
- 1월 10일 - 대한민국의 배우 김선은.
- 1월 11일
  - 일본의 가수, 배우 마츠오카 마사히로 (TOKIO).
  - 미국의 전 야구 선수 릭 거톰슨.
  - 미국의 배우 데빈 라트레이.
- 1월 12일 - 대한민국의 기업인 박제희.
- 1월 13일
  - 영국의 배우 올랜도 블룸.
  - 대한민국의 축구 선수 김도균.
- 1월 14일
  - 대한민국의 힙합 래퍼 MC 한새.
  - 대한민국의 농구 선수, 농구 지도자, 체육 행정가 박정은.
- 1월 15일
  - 대한민국의 배우 진재영.
  - 대한민국의 앵커, 연출가 김현정.
  - 이탈리아의 정치인 조르자 멜로니.
- 1월 17일 - 대한민국의 수필가 최수미.
- 1월 19일
  - 대한민국의 성우 김서영.
  - 미국의 배우 롭 딜레이니.
  - 대한민국의 방송인, 시사평론가 이승원.
- 1월 20일
  - 대한민국의 현 야구 코치, 전 야구 선수 정수근.
  - 대한민국의 작가 김유리.
- 1월 21일
  - 대한민국의 배우 이승연.
  - 사우디아라비아의 축구 선수 후세인 술라이마니.
- 1월 22일 - 일본의 전 축구 선수 나카타 히데토시.
- 1월 24일
  - 대한민국의 기자, 작가 양원보.
  - 대한민국의 성우 최정현.
  - 대한민국의 가수, 작곡가 돈 스파이크.
- 1월 26일
  - 대한민국의 배우 박해일.
  - 미국의 전 농구 선수 빈스 카터.
- 1월 27일 - 대한민국의 배구 선수 이혜린.
- 1월 28일 - 대한민국의 가수 손동욱. (트랜스픽션)
- 1월 30일 - 대한민국의 기타연주가 김주엽.
- 1월 31일
  - 일본의 가수 카토리 싱고.
  - 미국의 배우 케리 워싱턴.

### 2월
- 2월 2일
  - 콜롬비아의 가수 샤키라.
  - 중국의 배우 장징추.
  - 일본의 배우, 작가, 희극인 게키단 히토리.
  - 대한민국의 전 축구 선수 강대희.
- 2월 3일 - 대한민국의 배우 배호근.
- 2월 4일
  - 대한민국의 농구 선수 주희정.
  - 대한민국의 모델, 배우 민지혁.
- 2월 5일
  - 대한민국의 가수 이성진 (하모하모, NRG).
  - 대한민국의 가수 신우리.
- 2월 7일 - 일본의 축구 선수 미야모토 쓰네야스.
- 2월 8일 - 파라과이의 전 축구 선수 다니엘 사나브리아.
- 2월 9일
  - 대한민국의 배드민턴 선수 장혜옥.
  - 대한민국의 가수 겸 작곡가 전호진. (트랜스픽션)
  - 대한민국의 영화 감독 이수진.
- 2월 10일 - 대한민국의 쇼핑호스트 김수진.
- 2월 11일 - 대한민국의 배우 문천식.
- 2월 12일 - 대한민국의 현 야구 코치, 전 야구 선수 유동훈.
- 2월 13일
  - 대한민국의 배우, 희극인 정정아.
  - 대한민국의 배우 최리호.
  - 루마니아의 권투 선수 도렐 시미온.
- 2월 14일 - 대한민국의 희극인 이승윤.
- 2월 15일
  - 대한민국의 배우 김강현.
  - 대한민국의 극작가 안현정. (~2011년)
  - 미국의 전 야구 선수 맷 랜들.
- 2월 16일
  - 대한민국의 축구 해설자 김동완.
  - 대한민국의 전 배우, 모델 김유리.
- 2월 17일 - 일본의 성우 스즈키 치히로.
- 2월 18일 - 일본의 당구 선수 사카이 아야코.
- 2월 19일 - 이탈리아의 축구 선수 잔루카 참브로타.
- 2월 20일
  - 대한민국의 희극인 조원석.
  - 캐나다의 프로레슬링 선수 게일 킴.
- 2월 21일 - 대한민국의 배우 박은혜.
- 2월 22일 - 스위스의 축구 선수 하칸 야킨.
- 2월 23일 - 대한민국의 배우 김대령.
- 2월 24일
  - 미국의 권투 선수 플로이드 메이웨더 주니어.
  - 대한민국의 희극인 정용국.
  - 프랑스의 알파인 스키 선수 장피에르 비달.
- 2월 25일 - 대한민국의 가수 정엽. (브라운 아이드 소울)
- 2월 26일
  - 대한민국의 배우 오정세.
  - 대한민국의 전 배우 신종훈.
- 2월 27일
  - 대한민국의 배우 지성.
  - 오스트레일리아의 영화감독 제임스 완.
- 2월 28일
  - 대한민국의 배우 고서희.
  - 대한민국의 배우 김정민.
  - 대한민국의 전 농구 선수 이언주.

### 3월
- 3월 1일 - 대한민국의 야구 선수 송신영.
- 3월 2일
  - 영국의 음악가 크리스 마틴 (콜드플레이).
  - 대한민국의 전 래퍼, 방송인 김구 (코요태).
- 3월 3일
  - 대한민국의 배우 하도권.
  - 아일랜드의 싱어송라이터 로넌 키팅.
- 3월 5일
  - 대한민국의 방송인 문용현.
  - 대한민국의 야구 선수 전근표.
- 3월 6일
  - 대한민국의 가수 신애.
  - 그리스의 축구 선수 요르고스 카라구니스.
- 3월 7일
  - 대한민국의 과학자, 정치인 황정아.
  - 대한민국의 배우 김용호.
  - 일본의 배우 하세가와 히로키.
- 3월 8일 - 스위스의 전 축구 선수 요한 포겔.
- 3월 9일 - 대한민국의 배우 조서연.
- 3월 10일 - 미국의 가수 로빈 시크.
- 3월 11일
  - 대한민국의 가수 조성모.
  - 대한민국의 전 축구 선수 박진섭.
- 3월 12일
  - 대한민국의 정치인 김호진. (~2024년)
  - 일본의 성우 토쿠나가 아이.
- 3월 13일 - 대한민국의 농구 선수 강대협.
- 3월 14일
  - 일본의 배우, 방송인 호시노 아키.
  - 일본의 축구 선수 마쓰다 나오키. (~2011년)
- 3월 15일
  - 오스트레일리아의 야구 선수 에이드리언 번사이드.
  - 미국의 가수, DJ 조 한.
  - 대한민국의 전 양궁 선수 윤혜영.
- 3월 16일
  - 대한민국의 모델 오서운.
  - 대한민국의 국악인 김동현.
  - 일본의 성우 야스모토 히로키.
- 3월 17일 - 대한민국의 리포터, 배우 박혜원.
- 3월 18일
  - 프랑스의 전 축구 선수 윌리 사뇰.
  - 대한민국의 전 야구 선수, 현 야구 코치 박승민.
  - 일본의 게임 개발자 및 작곡 오타 준야.
- 3월 19일
  - 일본의 전 프로 레슬러 기무라 교코.
  - 미국의 야구 선수 데이비드 로스.
- 3월 20일 - 대한민국의 전 배우 강지환.
- 3월 22일 - 스위스의 알파인 스키 선수 암브로지 호프만.
- 3월 23일
  - 대한민국의 배우 문경희.
  - 스웨덴의 영화 감독 다니엘 에스피노사.
- 3월 24일
  - 미국의 배우 제시카 채스테인.
  - 미국의 골프 선수 제이슨 더프너.
  - 일본의 전 축구 선수 미야가와 사토시.
- 3월 25일
  - 대한민국의 정치인 김해영.
  - 베네수엘라의 배우 에드가르 라미레스.
- 3월 26일
  - 대한민국의 배우 이현웅.
  - 이탈리아의 축구 선수 모르간 데 산크티스.
- 3월 27일 - 대한민국의 전 야구 선수 정원석.
- 3월 28일
  - 미국의 배우 애니 워싱. (~2023년)
  - 일본의 전 야구 선수 다무라 히토시.
- 3월 31일 - 미국의 전직 야구 선수 제이미 브라운.

### 4월
- 4월 1일 - 브라질의 종합격투기 선수 비토르 베우포르트.
- 4월 2일
  - 아일랜드의 배우 마이클 패스벤더.
  - 대한민국의 기자 박대기.
  - 잉글랜드의 배우 에이든 터너.
- 4월 3일
  - 대한민국의 배우 김강현.
  - 스페인의 전 축구 선수 세사르 마르틴.
- 4월 4일 - 대한민국의 가수 박성현.
- 4월 5일 - 대한민국의 배우 이상필.
- 4월 7일 - 대한민국의 가수 송우진 (스윗 소로우).
- 4월 8일
  - 스웨덴의 축구 선수 테레세 셰그란.
  - 중화민국의 민주진보당 당원 리보이.
- 4월 9일 - 미국의 싱어송라이터, 만화가, 작가 제라드 웨이.
- 4월 10일 - 미국의 성우 스테퍼니 셰이.
- 4월 12일 - 대한민국의 축구 선수 박태원.
- 4월 13일
  - 대한민국의 탁구 선수 오상은.
  - 일본의 성우 유키노 리사.
- 4월 14일 - 미국의 배우 세라 미셸 겔러.
- 4월 15일 - 아르헨티나의 배우, 가수, 사회자 로미나 가에타니.
- 4월 16일
  - 네덜란드의 설치예술가 플로렌타인 호프만.
  - 스웨덴의 전 축구 선수, 축구 감독 프레디 융베리.
- 4월 17일
  - 대한민국의 농구 선수, 농구코치 임재현.
  - 미국의 스피드 스케이트 선수 채드 헤드릭.
- 4월 18일 - 아랍에미리트의 기업인 술라이만 알 파힘.
- 4월 20일 - 대한민국의 전 야구 선수 이상열.
- 4월 22일 - 네덜란드의 축구 선수 마르크 판 보멀.
- 4월 23일
  - 대한민국의 야구 선수 강병식.
  - 대한민국의 배우 김영임. (~2007년)
  - 대한민국의 가수 문명진.
  - 대한민국의 축구 선수 이영표.
  - 영국 출신 미국의 스탠드업 희극인, 토크쇼 진행자 존 올리버.
  - 미국의 프로레슬러 및 영화배우인 존 시나.
  - 미국의 배우, 공무원 칼 펜.
- 4월 24일
  - 대한민국의 배우 강우경.
  - 대한민국의 배우 김현주.
- 4월 25일 - 대한민국의 당구 선수 허정한.
- 4월 26일 - 미국의 배우 톰 웰링.
- 4월 27일 - 대한민국의 전 축구 선수 김대건.
- 4월 30일 - 대한민국의 당구 선수 최성원.

### 5월
- 5월 1일
  - 대한민국의 축구 선수 김남일.
  - 대한민국의 배우 허다정.
  - 쿠바의 권투 선수 디오헤네스 루나.
- 5월 2일 - 미국의 가수 제이.
- 5월 3일
  - 대한민국의 가수 렉시.
  - 일본의 만화가 마시마 히로.
  - 일본의 성우 이치무라 오마.
  - 캐나다의 야구 선수 라이언 뎀스터.
- 5월 4일 - 대한민국의 래퍼 김형준 (태사자).
- 5월 5일
  - 벨기에, 프랑스의 배우 비르지니 에피라.
  - 대한민국의 배우 최강희.
- 5월 7일
  - 대한민국의 전 배우 김광필.
  - 대한민국의 아나운서 이정민.
  - 대한민국의 정치인 양정례.
- 5월 8일
  - 대한민국의 무용가 김주원.
  - 일본의 가수, 성우, 배우 타카하시 치아키.
  - 대한민국의 요리연구가 샘 킴.
- 5월 9일
  - 대한민국의 배우 최정윤.
  - 일본의 성우 야마모토 카네히라.
  - 대한민국의 기자 양영은.
  - 일본의 싱어송라이터 안도 유코.
  - 대한민국의 배우 장가현.
- 5월 11일 - 대한민국의 아나운서 이혜승.
- 5월 12일 - 대한민국의 PD 임형택.
- 5월 13일
  - 대한민국의 래퍼 라이머.
  - 대한민국의 성우 신종훈.
  - 대한민국의 변호사, 변리사, 사회복지사, 정사서 홍남희.
  - 미국의 전 야구 선수 크리스 옥스프링.
  - 미국의 래퍼 푸샤 T.
  - 잉글랜드의 배우, 감독 서맨사 모턴.
- 5월 14일 - 미국의 야구 선수 로이 할러데이. (~2017년)
- 5월 15일
  - 대한민국의 작가 심용환.
  - 튀르키예의 레슬링 선수 아이든 폴라츠.
- 5월 16일 - 일본의 성우 이마이 아사미.
- 5월 17일 - 대한민국의 스피드 스케이팅 선수 최형만.
- 5월 19일
  - 대한민국의 범죄자 김길태.
  - 대한민국의 배우 정민.
- 5월 20일
  - 라 오레하데 반 고흐를 실질적으로 이끌고 있는 그룹의 리더 하비 산 마르틴.
  - 미국의 배우 맷 주크리.
  - 스페인의 가수 하비 산 마르틴.
- 5월 21일 - 남아프리카 공화국의 축구 선수 퀸턴 포춘.
- 5월 23일 - 미국의 배우, 모델 크리스찬 몬존.
- 5월 24일 - 대한민국의 전 야구 선수 서재응.
- 5월 25일
  - 멕시코의 이종격투기 선수, 프로레슬링 선수 알베르토 델 리오.
  - 대한민국의 정치인 이백윤.
  - 대한민국의 탁구 선수 김경아.
  - 일본의 축구 선수 야나기사와 아쓰시.
  - 일본의 만화가 코바야시 진.
- 5월 26일
  - 이탈리아의 전 축구 선수 루카 토니.
  - 일본의 모델 겸 배우 이토 미사키.
- 5월 27일 - 일본의 축구 선수 야나기사와 아쓰시.
- 5월 28일 - 대한민국의 전 야구 선수 박찬협.
- 5월 29일 - 이탈리아의 축구 선수 마시모 암브로시니.
- 5월 30일 - 앙골라의 전 축구 선수 아콰.

### 6월
- 6월 2일
  - 대한민국의 작곡가 로빈.
  - 미국의 프로레슬링 선수 A.J. 스타일스.
  - 미국의 배우 재커리 퀸토.
- 6월 5일
  - 대한민국의 배우 윤예리.
  - 미국의 배우 리자 웨일.
- 6월 6일
  - 대한민국의 배우 최민용.
  - 대한민국의 축구 선수 김주영.
  - 대한민국의 종합격투기 선수 김동욱.
  - 폴란드의 모델, 배우 마우고시아 벨라.
- 6월 7일
  - 대한민국의 야구 선수 박명환.
  - 대한민국의 래퍼 RNP.
  - 대한민국의 정치인 강명구.
- 6월 8일
  - 대한민국의 배드민턴 선수 장혜옥.
  - 미국의 랩 가수 카니예 웨스트.
- 6월 10일 - 일본의 배우 마츠 타카코.
- 6월 11일
  - 대한민국의 배우 김희선.
  - 미국의 배우 라이언 던. (~2011년)
- 6월 13일 - 오스트리아의 알파인 스키 선수 라이너 쇤펠더.
- 6월 14일
  - 대한민국의 배우 홍수민.
  - 대한민국의 만화가 임달영.
- 6월 16일 - 대한민국의 전 배우 유민.
- 6월 18일
  - 대한민국의 배우 이정준.
  - 에스토니아의 정치인 카야 칼라스.
- 6월 19일 - 대한민국의 정치인 장하나.
- 6월 20일
  - 대한민국의 전 축구 선수 김성근.
  - 세르비아의 축구 선수 라디샤 일리치. (~2025년)
- 6월 22일
  - 일본의 성우 오노 료코.
  - 프랑스의 농구 선수 프레데리크 바이스.
- 6월 23일
  - 미국의 가수 제이슨 므라즈.
  - 대한민국의 야구 선수 이경원.
- 6월 24일 - 대한민국의 유도 선수 최선호.
- 6월 25일 - 잉글랜드의 댄서, 모델, 프로레슬링 선수 레일라 엘.
- 6월 26일
  - 잉글랜드의 배우 줄레이카 로빈슨.
  - 대한민국의 작가 김현영.
- 6월 27일
  - 대한민국의 희극인 정종철.
  - 스페인의 축구 선수 라울 곤살레스.
- 6월 29일
  - 대한민국의 방송인 강수정.
  - 잉글랜드의 배우 줄레이카 로빈슨.

### 7월
- 7월 1일
  - 대한민국의 MC 허준.
  - 미국의 배우 리브 타일러.
  - 대한민국의 바둑 기사 김만수.
- 7월 2일 - 스페인의 레슬링 선수 마이데르 운다.
- 7월 3일 - 대한민국의 작가 이지은.
- 7월 4일
  - 대한민국의 래퍼 커빈 (CB 매스).
  - 대한민국의 범죄자 김도룡.
  - 일본의 가수, 작곡가 나카무라 유리.
- 7월 5일 - 대한민국의 가수 조유진 (체리필터).
- 7월 6일
  - 대한민국의 트로트 가수 미소.
  - 대한민국의 작가 이지현.
- 7월 7일 - 대한민국의 아나운서 강수진.
- 7월 8일
  - 이탈리아의 축구 선수 크리스티안 아비아티.
  - 대한민국의 만화가 한현동.
  - 대한민국의 배우 원숙희.
- 7월 10일
  - 대한민국의 트로트 가수 박주희.
  - 대한민국의 희극인 박휘순.
  - 대한민국의 정치인 박인영.
  - 대한민국의 가수 이혜진.
  - 대한민국의 전 야구 선수, 야구 해설위원 서재응.
  - 대한민국의 작가, 영화평론가 김세윤.
  - 대한민국의 배우 박지아.
  - 영국의 배우 추이텔 에지오포.
- 7월 11일 - 대한민국의 화가 최연욱.
- 7월 12일
  - 미국의 프로레슬링 선수 겸 이종격투기 선수 브록 레스너.
  - 대한민국의 모델 겸 배우 마르코.
- 7월 13일 - 대한민국의 전 야구 선수 표성대.
- 7월 14일
  - 대한민국의 희극인 권재관.
  - 대한민국의 배우 박병은.
  - 스웨덴의 왕세녀 빅토리아.
- 7월 15일 - 미국의 기타리스트 레이 토로.
- 7월 17일 - 대한민국의 야구 선수 이준.
- 7월 18일 - 대한민국의 판사 황인경.
- 7월 19일 - 대한민국의 성우 이소은.
- 7월 20일 - 대한민국의 아나운서 황순유.
- 7월 21일
  - 대한민국의 기자 김수진.
  - 잉글랜드의 배우 제이미 머리.
- 7월 23일 - 대한민국의 기업인 박선혜.
- 7월 24일
  - 대한민국의 배우 손정민.
  - 대한민국의 미스코리아, 방송인 이지안.
  - 대한민국의 아나운서 정은승.
  - 이란의 전 축구 선수 메흐디 마다비키아.
- 7월 25일 - 대한민국의 전 야구 선수, 현 야구 코치 경헌호.
- 7월 26일 - 덴마크의 전 축구 선수 마르틴 라우르센.
- 7월 27일 - 아일랜드의 배우 조너선 리스 마이어스.
- 7월 28일
  - 대한민국의 가수 박기영.
  - 대한민국의 희극인 김기수.
  - 대한민국의 성우 유지원.
- 7월 30일
  - 미국의 배우 제이미 프레슬리.
  - 브라질의 종합격투기 선수 파브리시우 베르둥.
- 7월 31일 - 호주의 희극인 샘 해밍턴.

### 8월
- 8월 1일 - 대한민국의 야구 선수 심광호.
- 8월 2일
  - 미국의 배우 에드워드 펄롱.
  - 대한민국의 작가 김주영.
- 8월 3일 - 미국의 미식축구 선수 톰 브레이디.
- 8월 5일
  - 일본의 성우 히로하시 료.
  - 대한민국의 작가 손제호.
  - 멕시코의 역도 선수 소라야 히메네스. (~2013년)
- 8월 7일 - 잉글랜드의 싱어송라이터 서맨사 론슨.
- 8월 8일 - 일본의 희극인 네코 히로시.
- 8월 9일
  - 프랑스의 축구 선수 미카엘 실베스트르.
  - 우즈베키스탄의 축구 심판 랍샨 이르마토프.
  - 일본의 일러스트레이터 이토 노이지.
  - 미국의 전 야구 선수 제이슨 프레이저.
- 8월 11일 - 대한민국의 배우 이자영.
- 8월 12일
  - 대한민국의 배우 박용하. (~2010년)
  - 대한민국의 성우 오인실.
- 8월 13일
  - 대한민국의 래퍼 김진표.
  - 대한민국의 기업인 임세령.
- 8월 16일 - 대한민국의 성우 신소윤.
- 8월 17일
  - 프랑스의 축구 선수 티에리 앙리.
  - 프랑스의 축구 선수 윌리암 갈라스.
- 8월 18일 - 대한민국의 가수 김영훈.
- 8월 20일 - 대한민국의 배우 황금희.
- 8월 22일 - 대한민국의 배우 강대성. (~2010년)
- 8월 23일
  - 대한민국의 작곡가 남기상.
  - 일본의 성우 미야케 켄타.
- 8월 24일
  - 대한민국의 야구 선수 이용훈.
  - 독일의 축구 선수 로베르트 엥케. (~2009년)
  - 오스트리아의 축구 감독 위르겐 마호.
- 8월 25일
  - 대한민국의 배우 김윤정.
  - 대한민국의 배우 심훈기.
  - 일본의 성우, 가수, 작사가 아사노 마스미.
- 8월 26일 - 일본의 성우 치바 사에코.
- 8월 27일
  - 이탈리아의 사격 선수 마시모 파브리치.
  - 포르투갈의 축구 선수 데쿠.
  - 일본의 남성 성우, 내레이터 오카모토 히로시.
- 8월 28일
  - 미국의 야구 선수 톰 션.
  - 스웨덴의 전 축구 선수 다니엘 안데르손.
- 8월 30일 - 대한민국의 배우 김문찬.

### 9월
- 9월 1일
  - 스페인의 축구 선수 다비드 알벨다.
  - 일본의 배우 미야기 켄타로.
- 9월 3일
  - 스웨덴의 축구 선수 올로프 멜베리.
  - 오스트레일리아의 축구 선수 스티븐 레이벗. (~2024년)
- 9월 4일
  - 대한민국의 야구해설가, 전 야구 선수 김선우.
  - 미국의 프로레슬링 선수 키아 스티븐스.
- 9월 5일
  - 스페인의 축구 선수 호세바 에체베리아.
  - 일본의 성우 사카구치 슈헤이.
  - 볼리비아의 육상 선수 테레자 마리노바.
- 9월 6일 - 일본의 엔카가수 히카와 키요시.
- 9월 7일
  - 대한민국의 배우 구자미.
  - 대한민국의 가수 김신의.
- 9월 8일
  - 일본의 성우 사나다 아사미.
  - 대한민국의 배우 한수현.
- 9월 9일 - 영국의 음악 프로듀서 스튜어트 프라이스.
- 9월 10일 - 대한민국의 국악인 박애리.
- 9월 11일
  - 대한민국의 가수 장민호.
  - 몰도바의 권투 선수 비탈리에 그루샤크.
  - 미국의 힙합 가수 루다크리스.
  - 영국의 기타리스트 조니 버클랜드.
- 9월 12일
  - 대한민국의 배우 양소민.
  - 대한민국의 방송인, 전 아나운서 최윤영.
  - 대한민국의 배우 김성경.
  - 미국의 래퍼 2 체인즈.
  - 일본의 편집자 미키 가즈마.
- 9월 13일
  - 대한민국의 배우 신동미.
  - 대한민국의 배우 진선규.
  - 미국의 싱어송라이터 피오나 애플.
- 9월 14일 - 일본의 성우 마츠키 미유.
- 9월 15일
  - 대한민국의 방송인 오대웅.
  - 대한민국의 가수, 뮤지컬 배우 고재근.
  - 영국의 배우 톰 하디.
  - 미국의 농구 선수 제이슨 테리.
  - 일본의 가수 안젤라 아키.
- 9월 16일 - 대한민국의 작사가, 시나리오작가 최은하.
- 9월 17일
  - 캐나다의 종합격투기 선수 데니스 강.
  - 이탈리아의 축구 선수 시모네 페로타.
- 9월 18일 - 중화인민공화국의 축구 선수 리톄.
- 9월 19일
  - 대한민국의 바둑 기사 이성재.
  - 미국의 음악가 라이언 두식. (마룬 5)
  - 미국의 희극인 에리카 애시. (~2024년)
- 9월 20일
  - 일본의 가수 아무로 나미에.
  - 프랑스의 배우, 가수 카린 리마.
- 9월 21일
  - 오스트레일리아의 각본가, 배우, 영화 제작자, 영화 감독 앤소니 헤이스.
  - 브라질의 배우 다니엘리 스즈키.
- 9월 22일 - 대한민국의 배우 김용민.
- 9월 23일
  - 대한민국의 작곡가 및 프로듀서 유비.
  - 미국의 싱어송라이터 레이철 야마가타.
  - 벨라루스의 권투 선수 마고메트 아리프가지예프.
- 9월 25일 - 대한민국의 음악가 이정훈.
- 9월 27일 - 대한민국의 성우 한경화.
- 9월 28일
  - 대한민국의 전 아나운서 김경란.
  - 대한민국의 골프 선수 박세리.
  - 미국의 랩가수 영 지지.
- 9월 29일
  - 대한민국의 전 배우 신주리.
  - 미국의 전 야구 선수 히스 벨.
- 9월 30일
  - 대한민국의 배우 이지현.
  - 중화인민공화국의 축구 선수 쑨지하이.

### 10월
- 10월 1일
  - 대한민국의 성우 권인지.
  - 일본의 아나운서 다키가와 크리스텔.
- 10월 2일 - 대한민국의 배우 조연희.
- 10월 3일 - 대한민국의 배구 선수 구기란.
- 10월 6일 - 대한민국의 축구 선수 안재석.
- 10월 7일
  - 대한민국의 축구 선수 안재석.
  - 중국의 바둑 기사 판산치.
- 10월 8일
  - 대한민국의 만화가 김선권.
  - 미국의 성우 제이미 마키.
- 10월 10일
  - 프랑스의 알파인 스키 선수 조엘 슈날.
  - 대한민국의 기업인, 방송작가 서태양.
- 10월 11일
  - 대한민국의 배우 박광현.
  - 미국의 배우 맷 보머.
- 10월 12일 - 우크라이나의 체조 선수 올렉산드르 베레시. (~2004년)
- 10월 13일
  - 미국의 농구 선수 폴 피어스.
  - 이탈리아의 축구 선수 안토니오 디 나탈레.
- 10월 15일 - 프랑스의 축구 선수 다비드 트레제게.
- 10월 16일
  - 일본의 가수 지망구.
  - 미국의 가수 존 메이어.
- 10월 17일
  - 이탈리아의 축구 선수 안드레 빌라스보아스.
  - 일본의 전 배우 사쿠라이 에리.
- 10월 18일
  - 대한민국의 야구코치, 전 야구 선수 장성호.
  - 대한민국의 배우 겸 가수 김보리.
  - 뉴질랜드의 전 축구 선수, 축구 감독 라이언 넬슨.
- 10월 19일 - 미국의 영화 감독 제이슨 라이트먼.
- 10월 20일
  - 대한민국의 배우 허성태.
  - 대한민국의 전 야구 선수 양현석.
  - 일본의 작곡가, 음악가 이즈쓰 아키오.
  - 캐나다의 바이올린 연주자 레일라 요세포비치.
- 10월 21일 - 대한민국의 배우 채정안.
- 10월 23일
  - 대한민국의 배우 윤지민.
  - 대한민국의 현 야구 코치, 전 야구 선수 박정환.
- 10월 25일 - 대한민국의 가수 조빈 (노라조).
- 10월 26일 - 대한민국의 가수 이성재.
- 10월 27일 - 대한민국의 야구 선수 김상훈.
- 10월 29일 - 핀란드의 대한민국 번역가, 공무원, 방송인 따루 살미넨.
- 10월 30일 - 대한민국의 축구 선수 송주희.

### 11월
- 11월 1일
  - 대한민국의 배우 박건형.
  - 대한민국의 배우 손상현.
- 11월 2일 - 미국의 배우 랜디 해리슨.
- 11월 3일
  - 대한민국의 아나운서 이승연.
  - 영국의 작곡가 대니얼 펨버턴.
- 11월 4일
  - 대한민국의 배우 소지섭.
  - 중화인민공화국의 사격 선수 천잉.
- 11월 7일 - 대한민국의 방송인 전현무.
- 11월 8일 - 북마리아나 제도의 축구 선수 니콜라스 스와임.
- 11월 10일
  - 대한민국의 배우 원빈.
  - 미국의 배우 브리트니 머피.
  - 미국의 종합격투기 선수 조쉬 바넷.
- 11월 11일
  - 포르투갈의 축구 선수 마니시.
  - 대한민국의 언론인 홍정도.
- 11월 12일 - 남아프리카 공화국의 축구 선수 베니 매카시.
- 11월 13일
  - 대한민국의 미스코리아, 배우 조혜영.
  - 중국의 배우 황샤오밍.
- 11월 14일 - 대한민국의 작가 박수경.
- 11월 15일 - 대한민국의 아나운서 박태원.
- 11월 16일
  - 미국의 배우 매기 질런홀.
  - 오스트레일리아의 배우, 가수 지지 에즐리.
- 11월 19일 - 대한민국의 성우 박희은.
- 11월 20일 - 대한민국의 배우 최나래.
- 11월 22일 - 대한민국의 바둑 기사 윤영선.
- 11월 25일 - 대한민국의 배우 김선혁.
- 11월 26일 - 대한민국의 록 기타리스트 데빈. (트랜스픽션)
- 11월 27일 - 대한민국의 배우 이태곤.
- 11월 28일 - 이탈리아의 축구 선수 파비오 그로소.
- 11월 29일
  - 대한민국의 배우 김옥주.
  - 대한민국의 성우 임정길.
  - 잉글랜드의 전 축구 선수, 축구 감독, 축구 지도자 에디 하우.
- 11월 30일
  - 대한민국의 아나운서 김정근.
  - 미국의 전자 음악가 스티브 아오키.

### 12월
- 12월 2일
  - 대한민국의 배우 김도현.
  - 대한민국의 야구 선수 정현욱.
- 12월 3일
  - 대한민국의 야구코치 채종범.
  - 대한민국의 야구 선수 권영철.
- 12월 5일 - 체코의 권투 선수 루돌프 크라이.
- 12월 6일
  - 대한민국의 전 스타크래프트 프로게이머 이혜영.
  - 일본의 배우 이치카와 에비조.
- 12월 7일 - 대한민국의 가수 레이.
- 12월 8일 - 미국의 자동차 경주 선수 라이언 뉴먼.
- 12월 11일 - 대한민국의 배우 조동혁.
- 12월 13일
  - 대한민국의 배우 고세원.
  - 대한민국의 기자 겸 앵커 곽상은.
- 12월 14일
  - 대한민국의 기자 겸 앵커 이윤희.
  - 일본의 성우 모모이 하루코.
- 12월 16일
  - 미국의 배우 매기 질런홀.
  - 대한민국의 가수 송호범.
- 12월 17일
  - 대한민국의스타크래프트 프로게이머 신주영.
  - 캐나다의 배우 캐서린 위닉.
- 12월 18일 - 조선민주주의인민공화국의 축구 심판, 전 축구 선수 리향옥.
- 12월 20일 - 대한민국의 희극인 김현희.
- 12월 21일
  - 프랑스의 제25대 대통령 에마뉘엘 마크롱.
  - 미국의 야구 선수 버디 칼라일.
  - 미국의 야구 선수 프레디 산체스.
- 12월 23일 - 대한민국의 모델, 방송인 홍진경.
- 12월 24일 - 대한민국의 전 가수 정현전.
- 12월 25일
  - 대한민국의 배우 엄지원.
  - 대한민국의 방송인 김경화.
- 12월 29일
  - 대한민국의 가수, 무용인 미나.
  - 대한민국의 전 야구 선수 정성훈.
  - 우크라이나의 권투 선수 안드리 코텔니크.
- 12월 30일
  - 대한민국의 미술가 성희승.
  - 대한민국의 전 축구 선수 사샤 일리치.
- 12월 31일
  - 대한민국의 가수 싸이.
  - 대한민국의 배우 서유정.
  - 미국의 기업인 도널드 트럼프 주니어.

### 미상
- 대한민국의 앵커, 기자 김경호.
- 대한민국의 기상 캐스터 이재승.
- 대한민국의 배우, 모델 윤우선.
- 대한민국의 기업인 박지원.
- 대한민국의 가수 박근홍.
- 대한민국의 배우 박재현.
- 대한민국의 인디 싱어송라이터 시와.
- 대한민국의 미술가 강서경. (~2025년)
- 대한민국의 기자 이다혜.
- 대한민국의 학예사 최빛나.
- 일본의 정치학자 시라이 사토시.
- 베트남의 가수 하비.
- 대한민국의 메이크업 아티스트, 유튜브 김민우.
- 대한민국의 편집 감독 김정훈.
- 대한민국의 연극 배우 김주완.
- 파나마의 야구 선수 라몬 라미레스.
- 일본의 야구 선수 사토 히로시.

## 사망

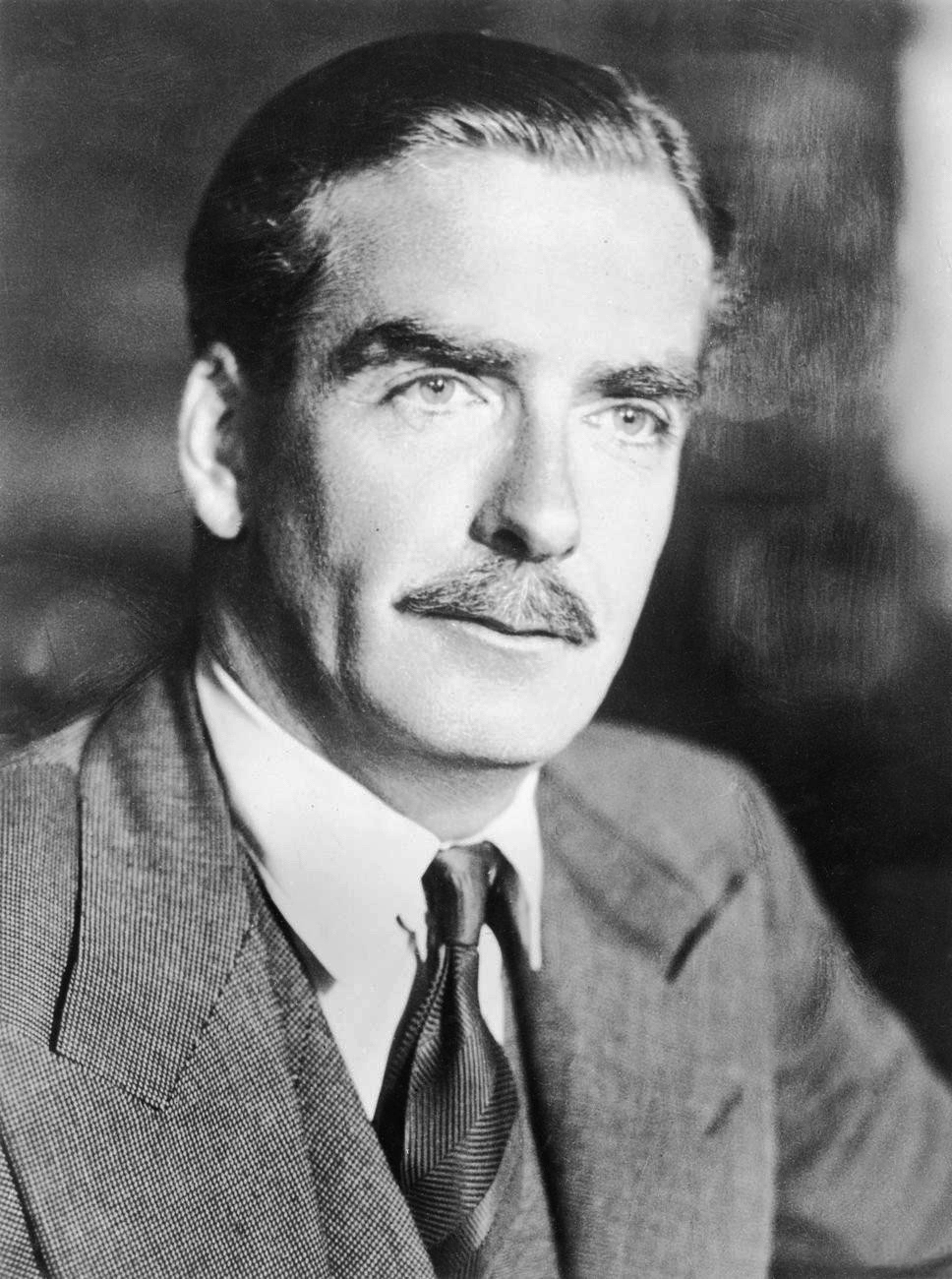
앤서니 이든

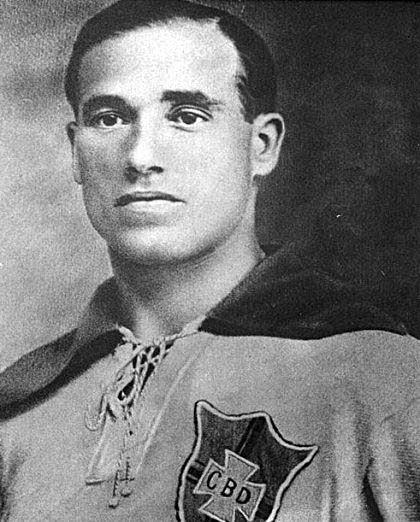
네쿠

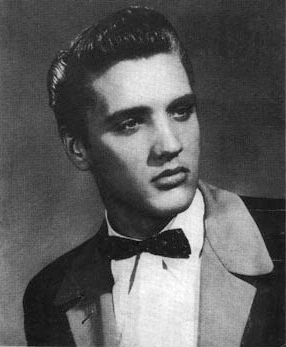
엘비스 프레슬리

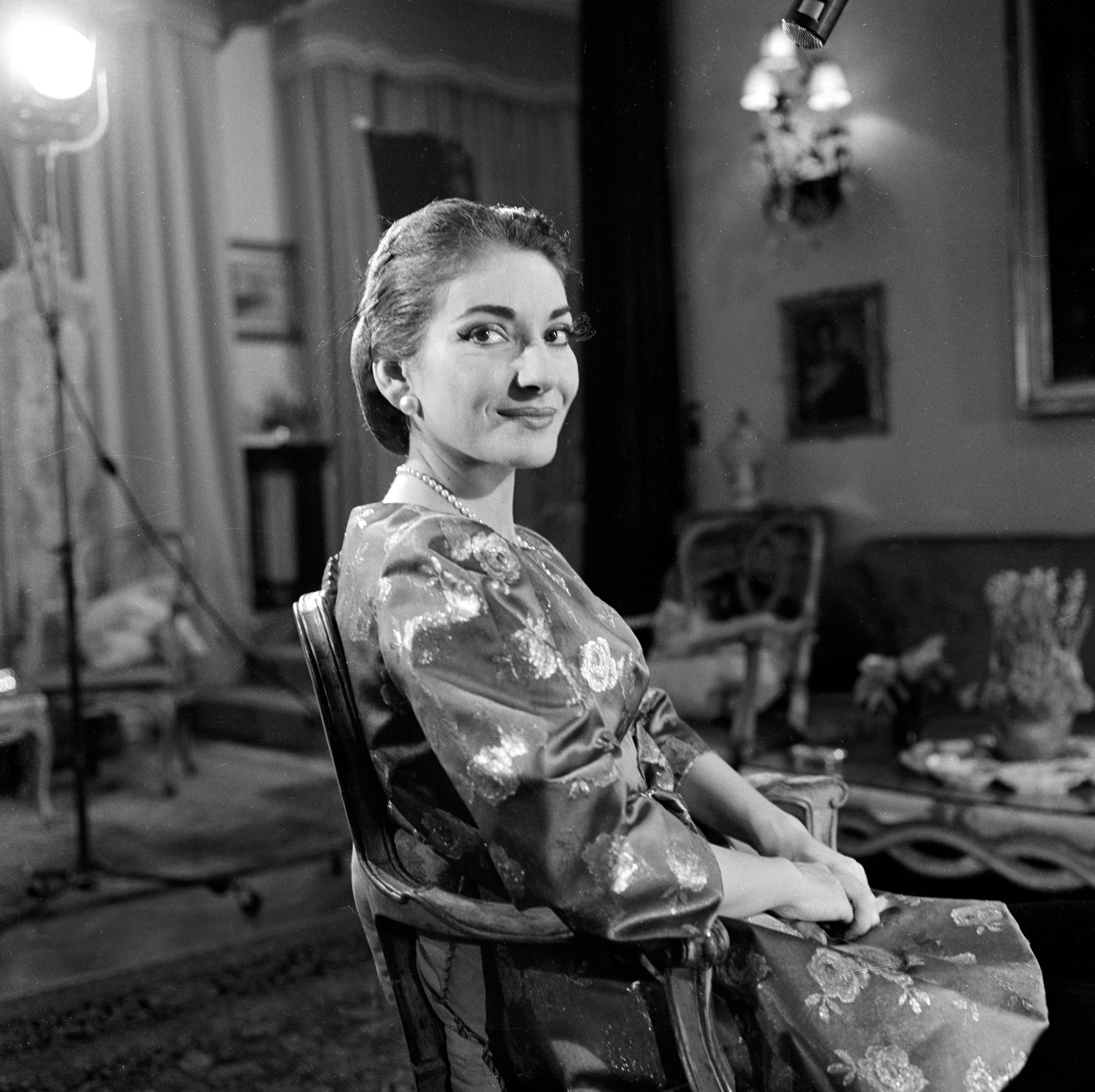
마리아 칼라스

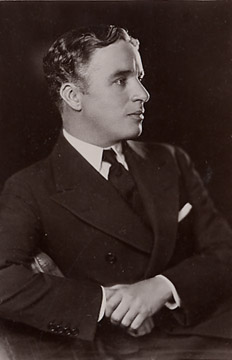
찰리 채플린

- 1월 14일 - 영국의 총리, 정치인 앤서니 이든. (1897년~)
- 2월 4일 - 대한민국의 국문학·영문학자 양주동. (1903년~)
- 3월 21일 - 일본의 배우 다나카 키누요. (1909년~)
- 5월 5일 - 독일의 형법학자, 법철학자 한스 벨첼. (1904년~)
- 5월 23일 - 대한민국의 시인 김광섭. (1905년~)
- 5월 31일 - 브라질의 축구 선수, 축구 감독 네쿠. (1895년~)
- 6월 3일 - 이탈리아의 영화 감독 로베르토 로셀리니. (1906년~)
- 6월 16일 - 미국의 한국계 이론물리학자(소립자 물리학), 이휘소. (1935년~)
- 8월 3일 - 일본의 소설가 요시다 겐이치. (1912년~)
- 8월 16일 -  미국의 가수, 배우 엘비스 프레슬리. (1935년~)
- 9월 16일 -  그리스의 가수, 뮤지컬 배우, 피아니스트 마리아 칼라스. (1923년~)
- 10월 14일 - 미국의 가수, 배우 빙 크로스비. (1903년~)
- 10월 27일 - 미국의 작가 제임스 M. 케인. (1892년~)
- 11월 5일 - 프랑스의 유머 작가 르네 고시니. (1926년~)
- 11월 23일 - 대한민국의 영화배우 이예춘. (1919년~)
- 12월 5일 - 소련의 군인, 정치인 알렉산드르 바실렙스키. (1895년~)
- 12월 25일 - 영국의 영화배우, 희극인, 영화 감독, 음악가 찰리 채플린. (1889년~)
- 12월 26일 - 미국의 영화 감독 하워드 호크스. (1896년~)

## 노벨상
- 경제학상: J.미드,B.G 올린
- 문학상: 알레이 산드레
- 물리학상: 필립 워런 앤더슨, 네빌 프랜시스 모트, 존 해즈브룩 밴블렉
- 생리학 및 의학상: 로절린 얄로우, 앤드루 V. 섈리, 로제 기유맹
- 평화상: 국제사면위원회
- 화학상: 일리야 프리고진

## 달력
| 1월 |    |    |    |    |    |    |
| 일  | 월 | 화 | 수 | 목 | 금 | 토 |
|     |    |    |    |    |    | 1  |
| 2   | 3  | 4  | 5  | 6  | 7  | 8  |
| 9   | 10 | 11 | 12 | 13 | 14 | 15 |
| 16  | 17 | 18 | 19 | 20 | 21 | 22 |
| 23  | 24 | 25 | 26 | 27 | 28 | 29 |
| 30  | 31 |    |    |    |    |    |

| 2월 |    |    |    |    |    |    |
| 일  | 월 | 화 | 수 | 목 | 금 | 토 |
|     |    | 1  | 2  | 3  | 4  | 5  |
| 6   | 7  | 8  | 9  | 10 | 11 | 12 |
| 13  | 14 | 15 | 16 | 17 | 18 | 19 |
| 20  | 21 | 22 | 23 | 24 | 25 | 26 |
| 27  | 28 |    |    |    |    |    |

| 3월 |    |    |    |    |    |    |
| 일  | 월 | 화 | 수 | 목 | 금 | 토 |
|     |    | 1  | 2  | 3  | 4  | 5  |
| 6   | 7  | 8  | 9  | 10 | 11 | 12 |
| 13  | 14 | 15 | 16 | 17 | 18 | 19 |
| 20  | 21 | 22 | 23 | 24 | 25 | 26 |
| 27  | 28 | 29 | 30 | 31 |    |    |

| 4월 |    |    |    |    |    |    |
| 일  | 월 | 화 | 수 | 목 | 금 | 토 |
|     |    |    |    |    | 1  | 2  |
| 3   | 4  | 5  | 6  | 7  | 8  | 9  |
| 10  | 11 | 12 | 13 | 14 | 15 | 16 |
| 17  | 18 | 19 | 20 | 21 | 22 | 23 |
| 24  | 25 | 26 | 27 | 28 | 29 | 30 |

| 5월 |    |    |    |    |    |    |
| 일  | 월 | 화 | 수 | 목 | 금 | 토 |
| 1   | 2  | 3  | 4  | 5  | 6  | 7  |
| 8   | 9  | 10 | 11 | 12 | 13 | 14 |
| 15  | 16 | 17 | 18 | 19 | 20 | 21 |
| 22  | 23 | 24 | 25 | 26 | 27 | 28 |
| 29  | 30 | 31 |    |    |    |    |

| 6월 |    |    |    |    |    |    |
| 일  | 월 | 화 | 수 | 목 | 금 | 토 |
|     |    |    | 1  | 2  | 3  | 4  |
| 5   | 6  | 7  | 8  | 9  | 10 | 11 |
| 12  | 13 | 14 | 15 | 16 | 17 | 18 |
| 19  | 20 | 21 | 22 | 23 | 24 | 25 |
| 26  | 27 | 28 | 29 | 30 |    |    |

| 7월 |    |    |    |    |    |    |
| 일  | 월 | 화 | 수 | 목 | 금 | 토 |
|     |    |    |    |    | 1  | 2  |
| 3   | 4  | 5  | 6  | 7  | 8  | 9  |
| 10  | 11 | 12 | 13 | 14 | 15 | 16 |
| 17  | 18 | 19 | 20 | 21 | 22 | 23 |
| 24  | 25 | 26 | 27 | 28 | 29 | 30 |
| 31  |    |    |    |    |    |    |

| 8월 |    |    |    |    |    |    |
| 일  | 월 | 화 | 수 | 목 | 금 | 토 |
|     | 1  | 2  | 3  | 4  | 5  | 6  |
| 7   | 8  | 9  | 10 | 11 | 12 | 13 |
| 14  | 15 | 16 | 17 | 18 | 19 | 20 |
| 21  | 22 | 23 | 24 | 25 | 26 | 27 |
| 28  | 29 | 30 | 31 |    |    |    |

| 9월 |    |    |    |    |    |    |
| 일  | 월 | 화 | 수 | 목 | 금 | 토 |
|     |    |    |    | 1  | 2  | 3  |
| 4   | 5  | 6  | 7  | 8  | 9  | 10 |
| 11  | 12 | 13 | 14 | 15 | 16 | 17 |
| 18  | 19 | 20 | 21 | 22 | 23 | 24 |
| 25  | 26 | 27 | 28 | 29 | 30 |    |

| 10월 |    |    |    |    |    |    |
| 일   | 월 | 화 | 수 | 목 | 금 | 토 |
|      |    |    |    |    |    | 1  |
| 2    | 3  | 4  | 5  | 6  | 7  | 8  |
| 9    | 10 | 11 | 12 | 13 | 14 | 15 |
| 16   | 17 | 18 | 19 | 20 | 21 | 22 |
| 23   | 24 | 25 | 26 | 27 | 28 | 29 |
| 30   | 31 |    |    |    |    |    |

| 11월 |    |    |    |    |    |    |
| 일   | 월 | 화 | 수 | 목 | 금 | 토 |
|      |    | 1  | 2  | 3  | 4  | 5  |
| 6    | 7  | 8  | 9  | 10 | 11 | 12 |
| 13   | 14 | 15 | 16 | 17 | 18 | 19 |
| 20   | 21 | 22 | 23 | 24 | 25 | 26 |
| 27   | 28 | 29 | 30 |    |    |    |

| 12월 |    |    |    |    |    |    |
| 일   | 월 | 화 | 수 | 목 | 금 | 토 |
|      |    |    |    | 1  | 2  | 3  |
| 4    | 5  | 6  | 7  | 8  | 9  | 10 |
| 11   | 12 | 13 | 14 | 15 | 16 | 17 |
| 18   | 19 | 20 | 21 | 22 | 23 | 24 |
| 25   | 26 | 27 | 28 | 29 | 30 | 31 |

### 음양력 대조 일람
| 음력월 | 월건 | 대소 | 음력 1일의 양력 월일 | 음력 1일 간지 |
| ------ | ---- | ---- | -------------------- | ------------- |
| 1월    | 임인 | 대   | 2월 18일             | 병오          |
| 2월    | 계묘 | 소   | 3월 20일             | 병자          |
| 3월    | 갑진 | 대   | 4월 18일             | 을사          |
| 4월    | 을사 | 대   | 5월 18일             | 을해          |
| 5월    | 병오 | 소   | 6월 17일             | 을사          |
| 6월    | 정미 | 대   | 7월 16일             | 갑술          |
| 7월    | 무신 | 소   | 8월 15일             | 갑진          |
| 8월    | 기유 | 대   | 9월 13일             | 계유          |
| 9월    | 경술 | 소   | 10월 13일            | 계묘          |
| 10월   | 신해 | 대   | 11월 11일            | 임신          |
| 11월   | 임자 | 소   | 12월 11일            | 임인          |
| 12월   | 계축 | 소   | 1978년 1월 9일       | 신미          |